# زیمپلیتسیسیموس (مجله)
«زیمپلیتسیسیموس» همچنین نامی برای رمان ۱۶۶۸ میلادی «زیمپلیتسیوس زیمپلیتسیسیموس» و قهرمان آن است.
مجلهٔ زیمپلیتسیسیموس (به آلمانی: Simplicissimus) (آلمانی: [zɪmplɪˈtsɪsɪmʊs]) یک مجلهٔ هفته‌نامهٔ طنز آلمانی بود که دفتر مرکزی آن در مونیخ قرار داشت و توسط آلبرت لانگن در آوریل ۱۸۹۶ میلادی تأسیس شد. انتشار آن تا سال ۱۹۶۷ میلادی ادامه یافت و با وقفه‌ای از ۱۹۴۴ تا ۱۹۵۴ میلادی قطع شد و در سال ۱۹۶۴ میلادی به دو هفته‌نامه تبدیل شد. نام خود را از قهرمان رمان ۱۶۶۸ میلادی گریملس‌هاوزن به نام زیمپلیتسیوس آلمانی ماجراجو گرفته‌است.
زیمپلیتسیسیموس با ترکیب محتوای گستاخانه و جسورانهٔ سیاسی، با سبک گرافیکی روشن، فوری و شگفت‌آور مدرن، آثار نویسندگانی مانند توماس مان و راینر ماریا ریلکه را منتشر کرد. قابل اعتمادترین اهداف آن برای کاریکاتور، شخصیت‌های نظامی سرسخت پروس و تمایزات اجتماعی و طبقاتی سخت آلمانی بود که از فضای آرام‌تر و لیبرال مونیخ دیده می‌شد. مشارکت‌کنندگان عبارتند از: هرمان هسه، گوستاو مایرینک، فانی تسو رونتلو، یاکوب واسرمان، فرانک ودکیند، هاینریش کلای، آلفرد کوبین، اتو نوکل، روبرت والزر، هاینریش تسیله، هوگو فون هافمانستال، هاینریش مان، لسی زاکس، و اریش کستنر.
اگرچه ماهیت طنز مجله تا حد زیادی مورد توجه دولت آلمان قرار گرفت، اما یک جلد در سال ۱۸۹۸ میلادی که سفر قیصر ویلهلم به فلسطین را مسخره می‌کرد، منجر به مصادره این شماره شد. لانگن، ناشر، پنج سال تبعید را در سوئیس گذراند و ۳۰٬۰۰۰ مارک طلای آلمان جریمه شد. شش ماه حبس برای هاینه کاریکاتوریست و هفت ماه برای نویسنده فرانک ودکیند داده شد. اتهام همهٔ متهمان «توهین به عظمت سلطنتی» بود. بار دیگر در سال ۱۹۰۶ میلادی ویراستار لودویگ توما به دلیل حمله به روحانیون به مدت شش ماه زندانی شد. این جنجال‌ها فقط باعث افزایش تیراژ شد که در حدود ۸۵٬۰۰۰ نسخه به اوج خود رسید. با ورود آلمان به جنگ جهانی اول، این هفته نامه لحن طنز خود را کسل کرد، شروع به حمایت از تلاش‌های جنگی کرد و به تعطیلی آن فکر کرد. پس از آن، قوی‌ترین طنز سیاسی بیان‌شده در گرافیک به قلمرو هنرمندان گئورگه گروس و کته کلویتس (که هر دو مشارکت‌کننده بودند) و جان هارتفیلد تبدیل شد.

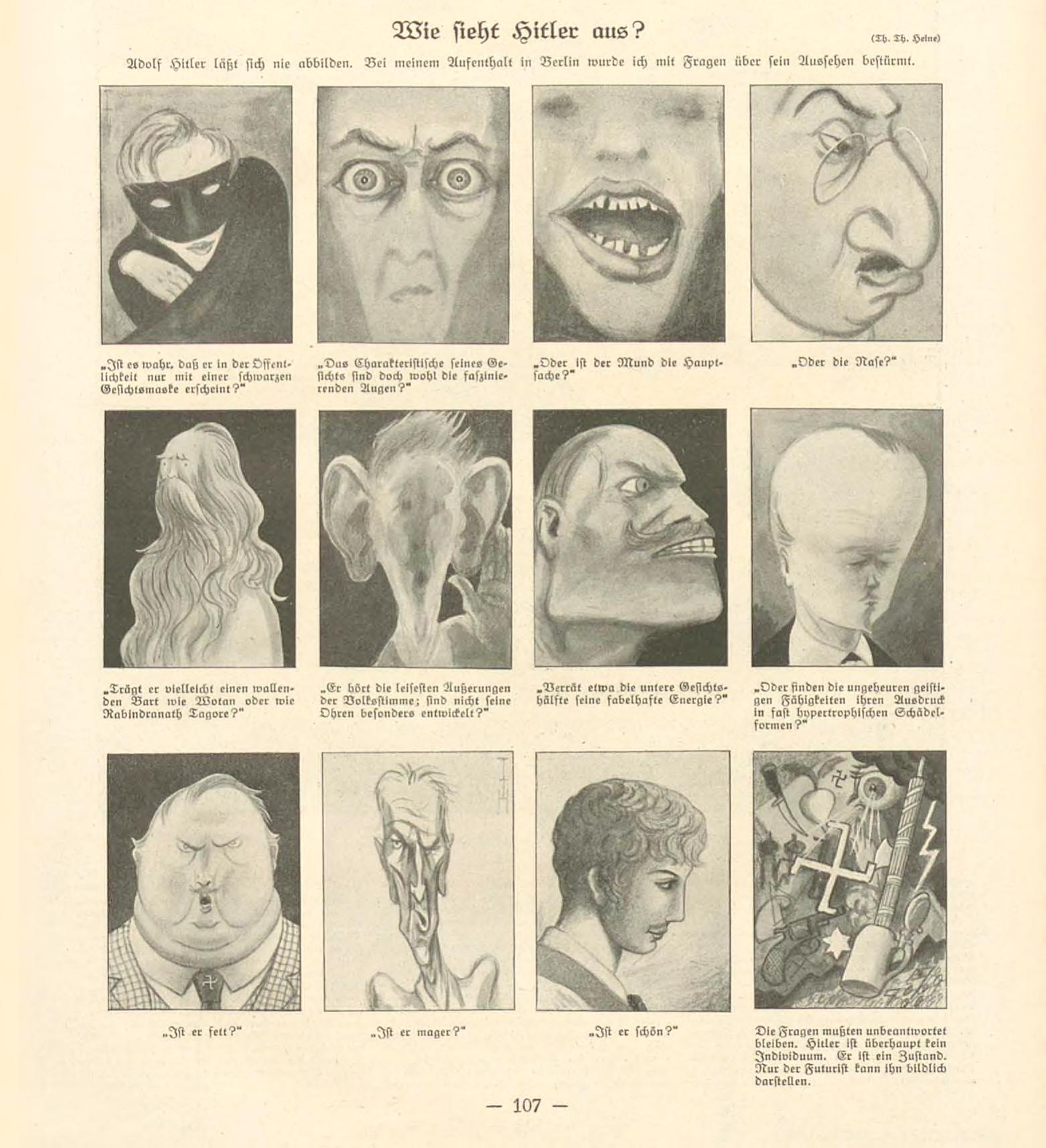
هیتلر چه شکلی است؟ توسط: کاریکاتوریست توماس تئودور هاینه. یک گالری طنز از شماره ۵-۲۸-۲۳ ۱۰۵–۱۱۶ مجلهٔ زیمپلیتسیسیموس در اوایل زندگی سیاسی هیتلر در مونیخ، زمانی که هیچ عکسی در دسترس عموم وجود نداشت.

لودویگ توما (ویراستار) در سال ۱۹۱۷ میلادی در یک واحد پزشکی به ارتش پیوست و ذوق طنز خود را از دست داد و کار قبلی خود را در مجله محکوم کرد و آن را ناپخته و اسفناک خواند.
در دوران وایمار، مجله به انتشار خود ادامه داد و در برابر افراط گرایان در چپ و راست موضع‌گیری کرد. (گالری طنز کاریکاتور با طرح این سؤال که «هیتلر چه شکلی است؟» در صفحهٔ دوم شمارهٔ ۲۸-۵-۱۹۲۳ آن منتشر شد، زیرا در آن زمان هیچ عکسی از آدولف هیتلر در دسترس عموم نبود) ناسیونال سوسیالیست‌ها به تدریج به قدرت رسیدند، اتهامات شفاهی، حملات، تهدید و ارعاب شخصی را علیه هنرمندان و نویسندگان زیمپلیتسیسیموس صادر کردند، اما انتشار آن را ممنوع نکردند. سردبیر توماس تئودور هاینه، یهودی، مجبور به استعفا شد و به تبعید رفت. سایر اعضای تیم، از جمله کارل آرنولد، اولاف گولبرانسون، ادوارد تونی، اریش شیلینگ و ویلهلم شولتز باقی ماندند و خط حزب نازی را دنبال کردند، که به خاطر آن توسط نازی‌ها پاداش دریافت کردند.[۶] این نشریه به شکل رو به زوال ادامه داد تا سرانجام در سال ۱۹۴۴ انتشار آن متوقف شد. از سال ۱۹۵۴ تا ۱۹۶۷ احیا شد.
سایر گرافیست‌های مرتبط با مجله عبارتند از برونو پال، یوزف بندیکت انگل، رودولف ویلکه، فردیناند فون رزنیچک، یوزف ساتلر و ژان مامن.

## نگارخانه

گزیده‌ای از هنر زیمپلیتسیموس
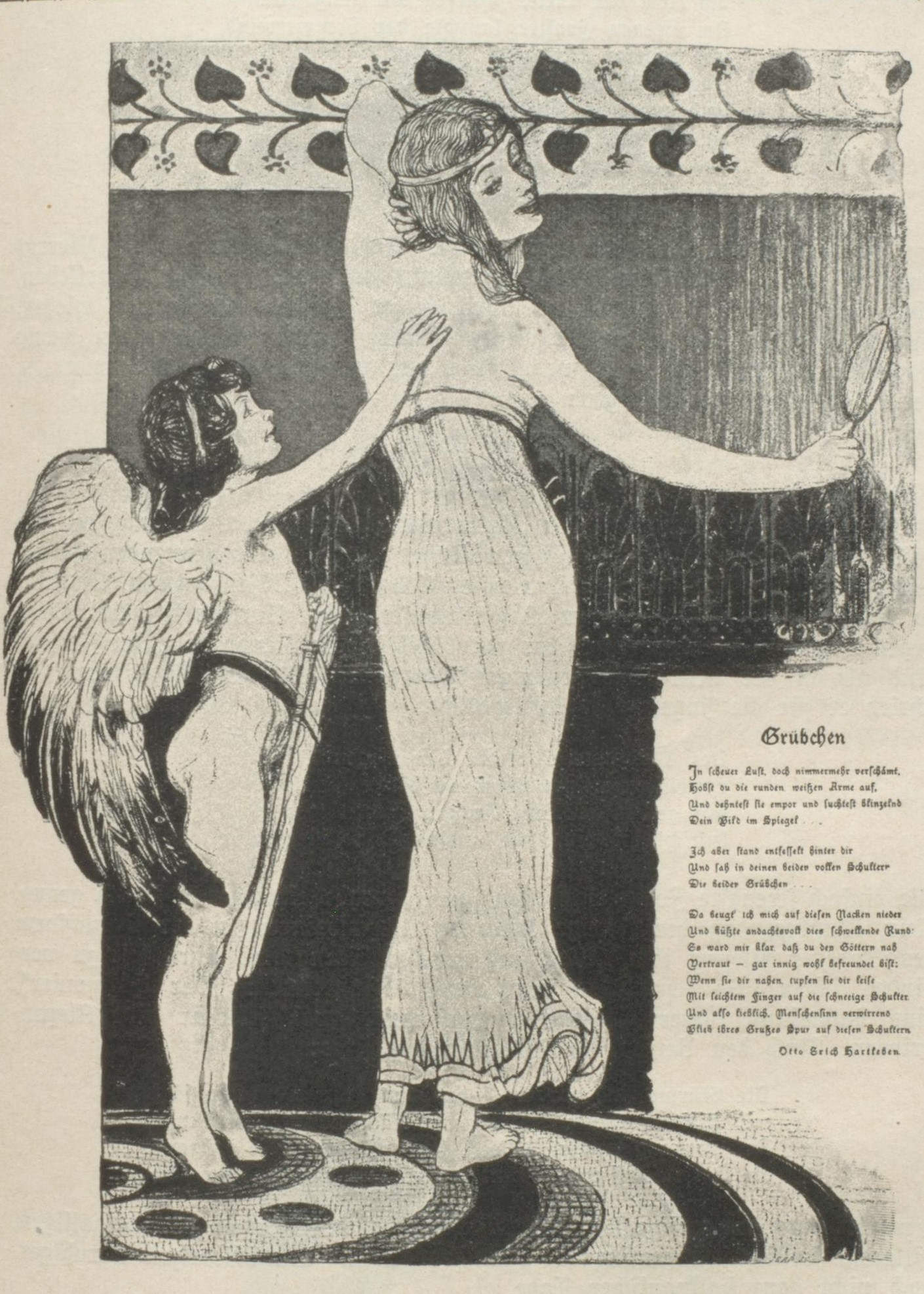
تصویرسازی از سال ۱۸۹۶ میلادی
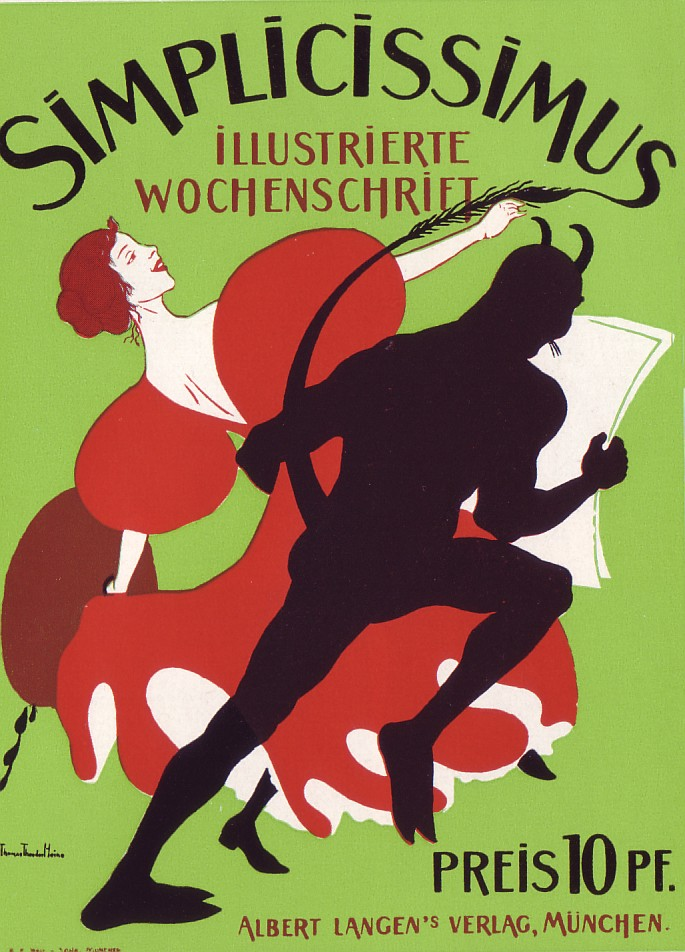
روی جلدی از سال ۱۸۹۶ میلادی، هنری از: توماس تئودور هاینه
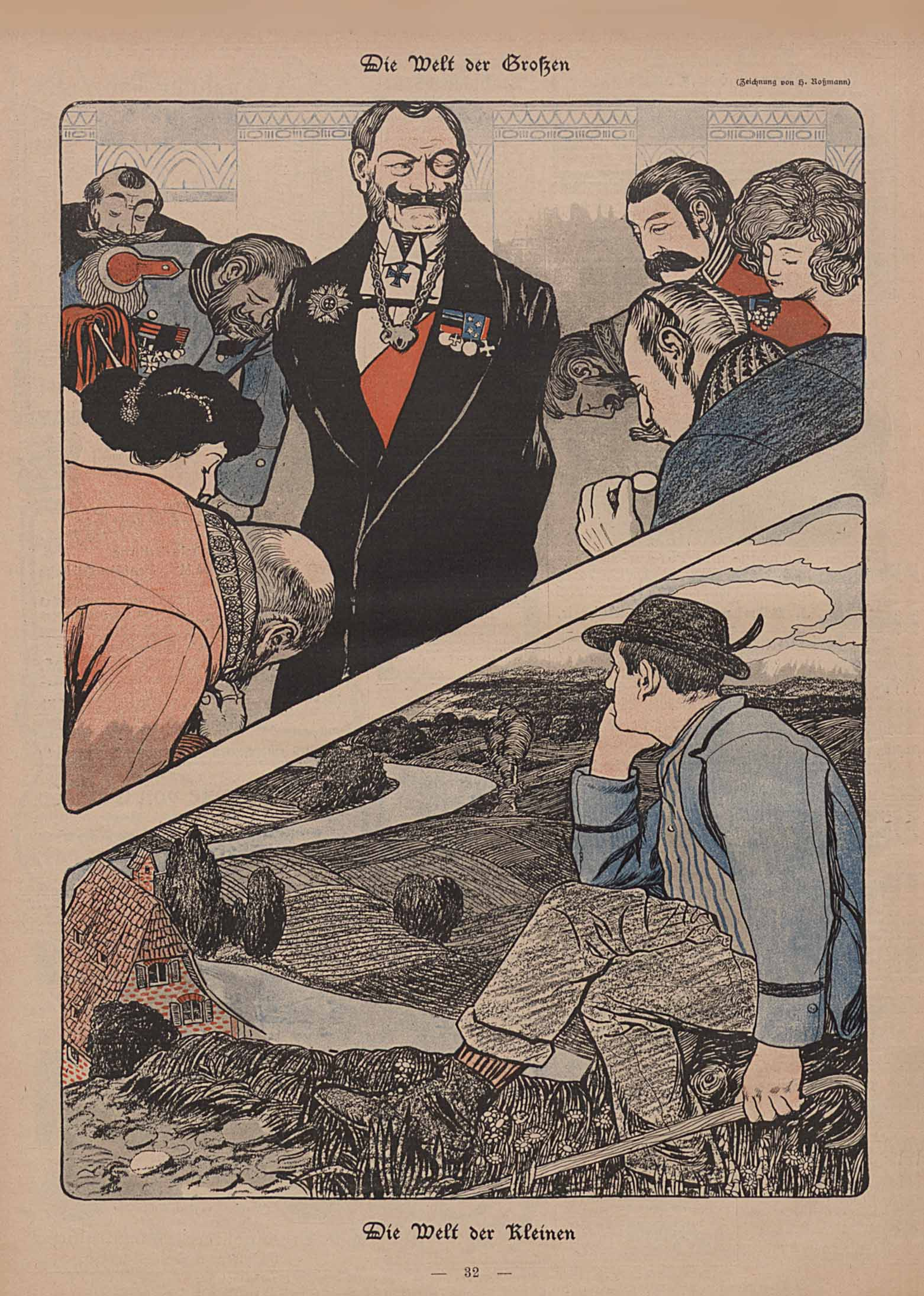
کارتونی از سال ۱۸۹۸ میلادی، هنری از: هانس روسمان
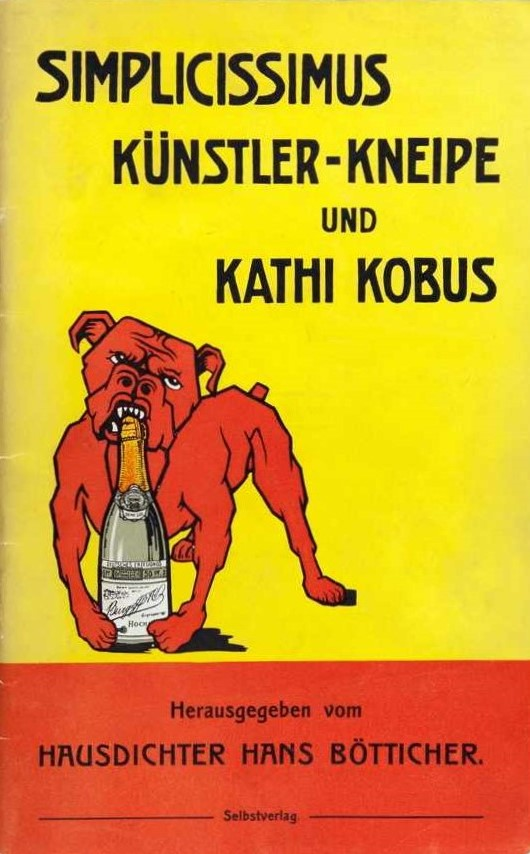
کونستلر-کنایپه (هنرمند-میخانه) زیمپلیتسیسیموس و کاتی کوبوس، منتشرشده توسط: شاعرخانهٔ هانس بوتیشر؛ روی جلد از سال ۱۹۰۹ میلادی، با بولداگ نمادین مجله که توسط توماس تئودور هاینه طراحی شده‌است
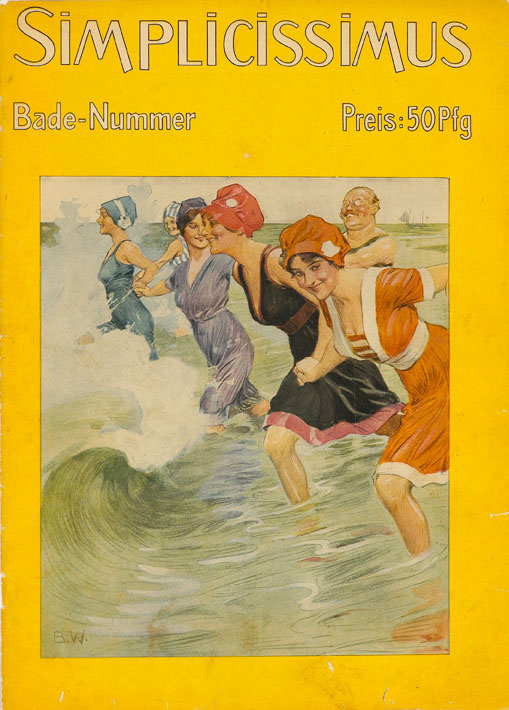
روی جلد از سال ۱۹۱۳ میلادی، هنری از: برینولف ونربرگ
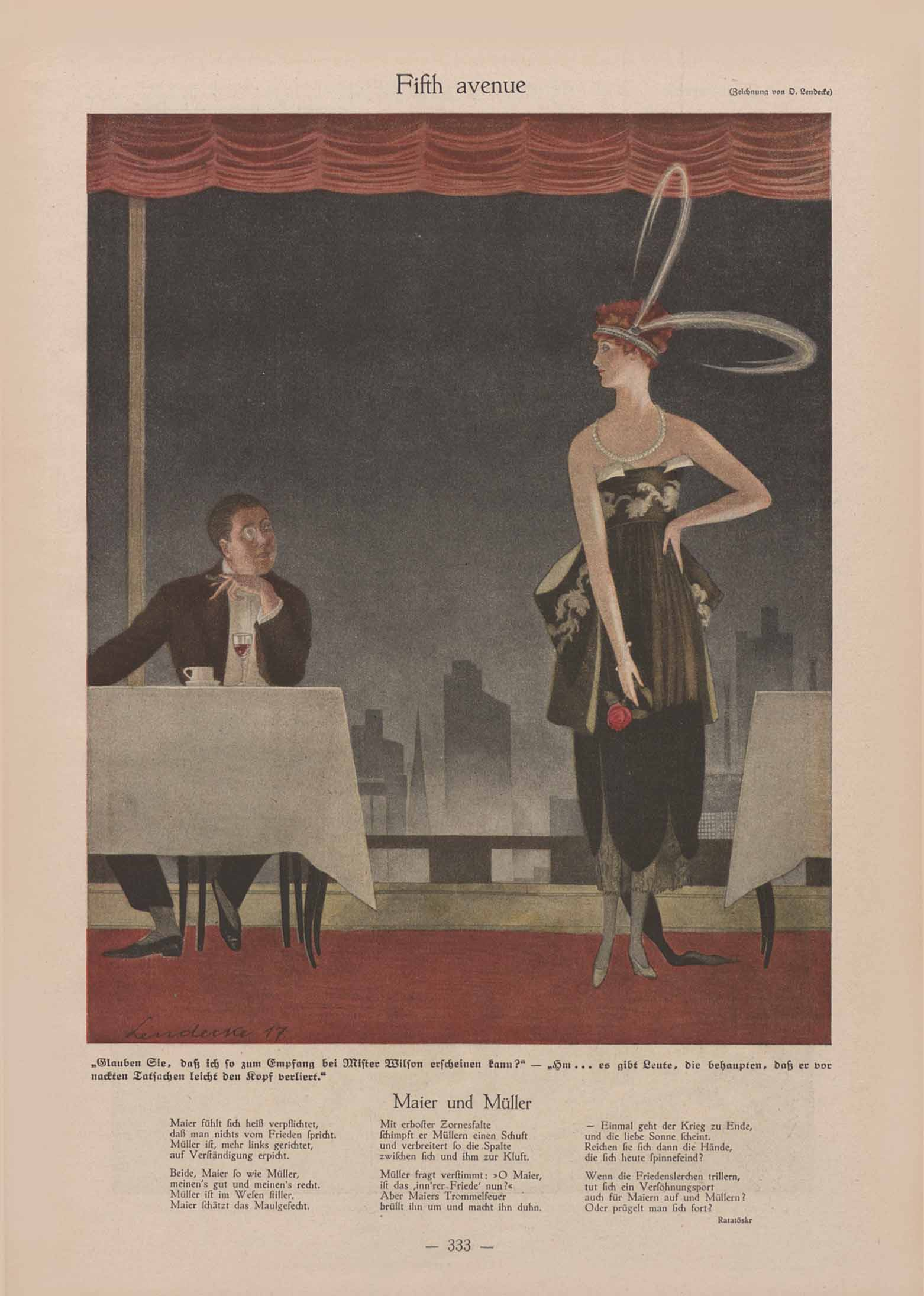
تصویرسازی از سال ۱۹۱۷ میلادی، هنری از: اتو لنداکه
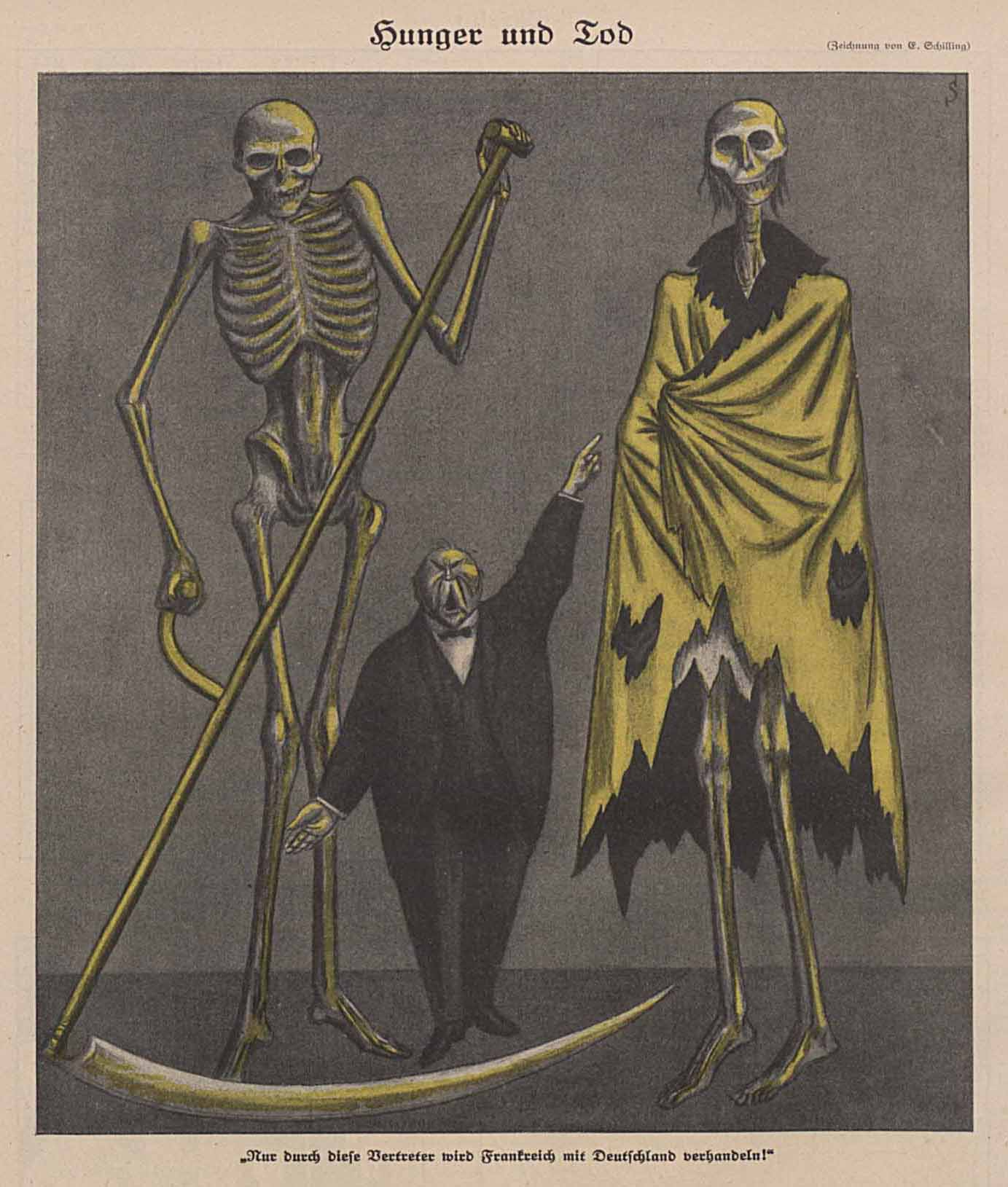
کارتونی از سال ۱۹۲۳ میلادی، هنری از: اریش شیلینگ
روی جلد از سال ۱۹۳۳ میلادی، هنری از: اریش شیلینگروی جلد از سال ۱۹۳۳ میلادی، هنری از: اریش شیلینگ
کارتونی از سال ۱۹۳۳ میلادی، هنری از: اریش شیلینگکارتونی از سال ۱۹۳۳ میلادی، هنری از: اریش شیلینگ
کارتونی از سال ۱۹۳۴ میلادی، هنری از: اریش شیلینگکارتونی از سال ۱۹۳۴ میلادی، هنری از: اریش شیلینگ
کارتونی از سال ۱۹۴۳ میلادی، هنری از: اریش شیلینگکارتونی از سال ۱۹۴۳ میلادی، هنری از: اریش شیلینگ
کارتونی از سال ۱۹۴۳ میلادی، هنری از: اریش شیلینگکارتونی از سال ۱۹۴۳ میلادی، هنری از: اریش شیلینگ